# 2011年11月中國大陸

## 11月30日
- 国家发改委宣布，销售电价和上网电价自12月1日每度平均上调3分钱，居民用电价格暂不上调[1]。
- 私改建天然气设施酿惨案：凌晨4时35分许，吉林四平铁西区青年街丰茂社区2单元6楼一居民房发生天燃气爆炸，导致3死5伤[2]。
- 海南三亚英才学校保洁员贾某猥亵烫伤7岁女童被拘20天[3]。
- 早上，天津滨海新区，塘沽936路公交车司机马玉江，因未让一对年轻男女前门下车遭暴打，众乘客熟视无睹无人劝阻或报警，殴人者被抓获[4]。
- 上海杨浦区包头路城市名园小区，6岁男孩君君自15楼坠地奇迹生还[5]。
- 早上，天津滨海新区，塘沽936路公交车司机马玉江，因未让一对年轻男女前门下车遭暴打，众乘客熟视无睹无人劝阻或报警，殴人者被抓获[4]。
- 浙江首例由检察机关为原告提起的环保公益诉讼案于平湖开庭，原告要求嘉兴绿谊环保等5被告因污染赔偿54.1万余元，同时承担诉讼费[6]。
- 为期4个月的首届新疆阿勒泰国际冰雪节暨阿勒泰市第九届冰雪风情游开幕[7]。
- 位于上海奉贤区南桥环城东路的上海广电电气公司在建厂房脚手架倒，10多辆轿车被砸坏，未造成人员伤亡[8]。
- 潇湘晨报报道，茶陵县一男子在狱中服刑期间骗取他人钱财近30万元[9]。
- 中新网报道，3名20出头的福建安溪籍男子用网购假身份证于宁波疯狂办理1900余张银行借记卡，近日分获4年刑期[10]。
- 中国警方查抄艾未未律师的事务所。美国之音（页面存档备份，存于）
- 凌晨4时30分，吉林省四平市铁西区青年街丰茂社区2单元6楼一居民家中发生天然气爆炸事件，造成3人死亡5人受伤[2]。
- 四川达州“文明检查团打砸KTV事件”续：带队领导被党内严重警告并被免职（注：免职不同于撤职，（维基百科需建立这两个条目）（页面存档备份，存于）</ref>。
- 媒体称山东男子刘平欲兑付近200万元铁道部1995年发行的“中国铁路建设债券”遭铁道部拒绝。铁道部称此债券未作废乃工作人员疏忽。铁路公安局以涉嫌合同诈骗拘捕了债券持有人刘平。扬子晚报
- 北京市公安局称非法羁押、殴打上访人士的黑监狱乃一辞职保安所建，与5省政府合作，并曾打死一人。通报称所有行凶者都被抓获。北京晨报
- 人权活动人士胡佳之妻曾金燕被禁离境，当局不解释原因。2007年曾金燕欲前往日内瓦联合国机构时被当局扣留。美国之音（页面存档备份，存于）
- 云南省国家级贫困县富宁县开两会拟购978只表留念，每只约800元[11]。

## 11月29日
- 中央大幅提升扶贫标准，仍低于国际贫困线，由2009年的1,196元调至2,300元。新标准下内地农村贫困人口接近1.3亿人[12]。
- 英国《简氏防务周刊》网站报道，印度空军近日重新启用位于藏南地区（阿鲁纳恰尔）胜利城一废弃前沿着陆场[13]。
- 根据联合国艾滋病规划署、世卫和卫生部联合专家组评估结果，至2011年底内地存活艾滋病感染者和病人预计达到78万人[14]。
- 8时28分，宁夏固原原州区清河镇明庄梁路段一油罐车与一货车追尾发生爆炸，2人死亡[15]。
- 22时06分，吉林长春希望高中33岁女教师于亚泰大街车辆碾轧拽出40多米丧生，为逃避制裁，肇事者赵某逃离现场后找人顶替[16]。
- 艾未未妻子准备去台北被警方问讯，警方宣布其为罪名不详的犯罪嫌疑人并限制出境。艾未未称，或与马英九近日出席《艾未未·缺席》展览有关。美国之音（页面存档备份，存于）
- 英国前首相东尼·布莱尔在韩国釜山“援助成效高层论坛”表示，中国对非洲的援助有时候比西方更有效率，不像西方总是一轮又一轮的讨论。美国之音（页面存档备份，存于）
- 贵州大学教授宋宝安捐赠奖金100万元设立贵州大学卓越基金[17]。
- 中新网报道，2011年山西省人社厅已累计为7.9万名农民工追讨工资等待遇2.5亿元[18]。
- 广东深圳警方日前查获一起由深宇激光科技公司生产非法光盘重大案件，现场查获非法光盘25万余张，抓获犯罪嫌疑人4名[19]。
- 8时50分，云南禄劝云龙乡新合村与联合村交叉路口一乡村便道，一辆双排座货车翻车造成3人死亡13人受伤[20]。
- 下午3时30分左右，河南濮阳县八公桥镇小哈佛幼儿园一台号牌为豫J-57022校车（面包车）于106国道与一辆货车碰撞，造成4人重伤6人轻伤[21]。
- 下午4时许，海南海榆中线196公里处五指山市境内一辆中巴与一辆货车相撞，车祸至少致12人死亡12人受伤[22]。
- 2012年北京大学、清华大学等63所内地高校将招收香港学生。香港学生申请学校可享受考试豁免权，免试入学。新生入学后可免军训及政治理论课。对其收费标准与内地学生相同。新京报
- 媒体称2010年曾有人大代表提交校车安全议案，被网民骂。教育部表示费用太大。中国经济周刊（页面存档备份，存于）
- 经网民曝光后，深圳警方取消用警用大巴接送职工子女上学。广州日报

## 11月28日
- 安徽省卫生厅通报涡阳发生丙肝疫情，经查疑似与毗邻河南永城马桥镇苗浅村吴文义诊所不洁静脉注射有关[23]。
- 吉林长春一居民家中2人饮用可口可乐美汁源果粒奶优后中毒1死1伤，经调查确认系投毒所致[24]。
- 罕见轮奸案：3年来疯狂轮奸17次的陕西渭南临渭区运区乡14人强奸抢劫团伙全部落网，疑犯年龄在15岁至24岁[25]。
- 陕西宝鸡陈仓区阳平镇宝丰村村民杨军良家，11月19日因离婚恼羞成怒的曹小明汽油火烧残害3岁亲生女涉嫌故意杀人被逮捕[26]。
- 13时20分，上海青浦区金泽镇新港村，85岁老妇王召花遭两只土狗撕咬，因颈动脉破裂而失血过多不幸身亡[27]。
- 东北网报道，有网友爆料，黑龙江锦江麦德龙公司哈尔滨道里商场2011年中秋节送礼名单[28]。
- 11月26日以来，江西南昌青山湖区黄城村新世纪幼儿园30名儿童突发腹泻、高烧，目前尚未出现严重的情况[29]。
- 北京时间16时35分左右，中国第28次南极科考船雪龙号越过南纬66度33分纬线，进入南极圈[30]。
- 转业安置到四川省林业干部学校负责党务工作的成都市人、64岁的耿留栓，鏖战国家司法考试8年获得律师资格[31]。
- 上午7时33分，福建泉州丰泽区北峰霞美社区招联路，一中年男子为示爱爬上高压铁架贴标语触电坠落泥潭，男子生命垂危[32]。
- 6时许，贵州贵阳-毕节高等级公路大方县境内沙子坡处发生车祸，造成6死1伤[33]。
- 甘肃宁县政府在米桥乡公路沿线数个村庄推掉麦苗强迫农民种苹果树()。
- 受大雾影响，安徽发生3起高速公路连环追尾车祸，其中宁洛高速发生41车连环追尾事故，造成2人死亡[34]。
- 凌晨1点38分，受大雾影响，杭州湾跨海大桥北岸出口处发生五车相撞交通事故，2人受伤[35]。
- 贵州公考再现体检黑幕：第1名因血常规白细胞数目偏低被刷。中国青年报（页面存档备份，存于）
- 媒体曝福奈特洗衣店经营乱象：水洗冒充干洗，内衣袜子混洗。新京报（页面存档备份，存于）

## 11月27日
- 玩忽职守酿惨案：下午5点30分，贵州惠水县长田乡双庆村一座非法小煤窑被乡政府工作人员炸封时，将正在采煤作业的张强父子活埋，人为酿成2人遇难[36]。
- 中国网事-感动2011·第四季度网络人物评选结果揭晓，产生10名草根英雄[37]。
- 新华网报道，近日，黑龙江齐齐哈尔警方查处一处用工业原料连二亚硫酸钠泡制超大绿豆芽黑加工点[38]。
- 晚8点14分，战后留居云南腾冲，滇缅抗战时被编入国民革命军第2军76师227团特务连的远征军老战士、87岁高龄的李高才（原名兰超群）回到阔别70年的四川广安花桥镇陶家沟滚石村老家[39]。
- 山东聊城市第二人民医院原院长周杰忠因11月22日艳照门事件被双规[40]。
- 四川雅安市上海大众4S店总经理因阻拦消防部门执法被拘留[41]。
- 黑龙江鹤岗矿务局南山矿综采区一区长高西平因工作纠纷被下属李某烧死[42]。
- 晚上9点多，位于上海闵行区浦锦路沃尔玛超市，一名超市生鲜部前员工孙某手持刀具，与部门负责人发生争执过程中因争夺刀具出现意外身亡[43]。
- 23时许，陕西西安东大街西口，21岁杨某酒后驾驶一辆奔驰，连撞两辆的士后逃离现场，共造成2死3伤[44]。
- 16时38分，G60湖南潭邵段1126KM+600m处发生一起车祸，事故造成4人死亡，1人重伤[45]。
- 广州番禺村民静坐要求爆炸化工厂搬离()。
- 非法吸存4.8亿,首犯张俊川重审获刑九年(（页面存档备份，存于）)。
- 宁波市一辆装载33吨乙二醇槽罐车侧翻泄露(（页面存档备份，存于）)。
- 桂林兴安一警车牌号生出“四胞胎”()。
- 京沪高速新沂段多车连环相撞后自燃，4人丧生(（页面存档备份，存于）)。
- 大雾致包茂高速陕蒙段连发18起车祸，共23人受伤[46]。

## 11月26日
- 牛气冲天的人大代表：晚11时30分左右，头顶广东惠州市环境检测净化行业协会会长、惠城区人大代表光环的许茗雄醉驾粤N-DL388奔驰肇事，口出狂言后辱骂伤者穷鬼[47]。
- 中国一旅游团和一商务考察团在距朝鲜平壤60公里处遭遇交通事故，6名中国公民和2名朝方人员死亡，另有多名中国公民受伤[48]。
- 舟山首次刑拘欠薪老板：飞龙公司老板乐飞龙恶意拖欠百余工人工资累计达60余万元，涉嫌拒不支付劳动报酬罪被刑拘[49]。
- 哈尔滨新闻网报道，尚志市恒源广职业技能培训学校骗出农民至非洲安哥拉，女性被逼卖淫，男性分卖工地做奴工，1年多警方仍未立案[50]。
- 辽宁凤城宝山镇中心学校一台号牌为辽F-85121'接送学童的校车早晨发生侧翻，35人受伤（2人重伤），均无生命危险[51]。
- 大河网报道，遭CCTV3·15曝光的河南孟州、温县瘦肉精系列案，源头湖北南漳县窝点及制售产业链全部被审结，113人获刑[52]。
- 南方日报引自法新社报道，以中国威胁为由，冰岛拒绝北京民企老板黄怒波购买300公里土地建度假设施的请求[53]。
- 中老缅泰湄公河联合巡逻执法部长级会议在北京举行，决定于12月15日之前在云南关累港启动四国联合巡逻执法[54]。
- 即日起，位于首都机场辅路民航200号的中国民航博物馆（俄语：Китайский музей гражданской авиации）向公众免费开放[55]。
- 10月23日甘肃徽县宝徽集团一职工因病治疗发现血镉异常引发的职工全部体检，发现的266人血镉超标问题全部得到救治[56]。
- 新疆乌市最近7日第6次出现大雾天气。受大雾影响，乌鲁木齐国际机场76个航班延误，18个航班取消，滞留旅客达4000人[57]。
- 16时20分许，辽宁大连佳兆业广场一施工现场脚手架塌落，4人受伤[58]。
- 下午3点30分许，与广东郁南县接壤的广西苍梧县大坡镇马王村，因盗采稀土矿引发山体滑坡，被埋7人全部遇难[59]。
- 13时32分，四川自贡S305省道元坝加油站附近约200米一场地，因电焊作业引发空载罐车爆炸，9人受伤[60]。
- 上午8时左右，京沪高速江苏新沂至沭阳段突发数10车辆连环车祸，4人遇难[61]。
- 上午8时10分左右，湖北308省道武穴市梅川镇地段，一辆拉沙货车在行驶中与三辆摩托车发生连环车祸，3人当场死亡2人受伤[62]。
- 14时30分，北京丰台区南五环路，一辆号牌为鲁F-E3858货车冲破中心护栏逆行与5车相撞的车祸，截至当晚已造成2人死亡、4人受伤[63]。
- 遗书称自尊遭班主任老师伤害，安徽马鞍山一高三女生王红晚上卧轨自杀身亡[64]。
- 20时09分，陕西西安未央区广大门村新庄子，40岁海南海口籍男子马力，因家庭纠纷杀害4名亲属[65]。
- 陕西咸阳渭城区三普社区一个10岁女孩彤彤被继母刀砍21刀[66]。
- 《江南都市报》报道，24日南昌石头街134号民宅的大火中，52岁市民熊尿保救出8人，但他自己的妻子、儿子和岳母却火灾中丧生[67]。
- 中国北车“问题”动车恢复出厂，曾因质量延期[68]。
- 全国31省均已放开“双独”家庭生二胎政策[69]。
- 13时30分左右，四川省自贡市贡井区s305省道一油罐车发生爆炸，造成7人受伤[70]。
- 《新京报》报道，全国30省份收费公路累计债务余额为2.2911万亿元[71]。
- 中国向欧洲马其顿援助校车，帮助改善学生学习环境[72]。

## 11月25日
- 卫生部重新确认63个卫生城市（含直辖市的市辖区），163个卫生乡镇（含县城与街道）（页面存档备份，存于）。
- 中国企业报报道，内蒙古鄂尔多斯新城康巴什楼市全面崩盘，楼市从2010年均价10,000元暴跌至3,000多元[73]。
- 甘肃省人大修订《道路交通安全条例》，规定自2012年1月1日起，城乡人口因交通事故造成人身伤亡的，补偿标准按本省城镇居民上年度人均可支配收入标准计算[74]。
- 当年明月和唐家三少二位著名网络作家首次入选中国作家协会[75]。
- 新疆乌市于54中与沿线学校试推公交车校车化方案，试点班车为309路[76]。
- 半岛网-半岛都市报，荷兰航空自山东青岛采购地沟油，带走20吨样品试飞[77]。
- 沈阳日报报道，辽宁省新建公共租赁住房套型建筑面积控制在60平方米以内，以40平方米左右的小户型为主，满足基本居住需要[78]。
- 北京市经信委有关负责人昨天做客首都之窗时透露，北京联通光纤宽带年底前从2兆用户可免费升至8兆或10兆[79]。
- 随河南通过修订人口生育政策，内地31个省份双独家庭子女全部放开生育二胎[80]。
- 清晨6时许，广东深圳龙岗区坂田街道大发埔社区一号路与布龙路交界处，两辆车堵于一小巷内互不相让，随即双方纠集上百人互殴，有民警也被打伤，警方及时鸣枪示警才平息混乱[81]。
- 广西灵川县警方抓逃时，大圩镇茯荔村委古东村疑犯、29岁秦小连为逃避抓捕坠楼身亡[61]。
- 篡改会议纪要、造成经济损失1.15亿余元、受贿78.5万元的浙江原温州市原政府副秘书长冯鸣被判刑15年[82]。
- 羊城晚报记者报道，广东广州拟对被开除党籍和开除公职的双开群体解决养老问题，具体参照早期下海经商人员标准执行[83]。
- 青海西宁警方侦结涉数家单位金额885万元的矿产资源诈骗案，案犯为四川籍夫妇[84]。
- 12时50分许，甘肃漳县盐井乡政府所在地，一露天戏台正在演出时发生一起墙体倒塌事故，21人受伤其中7人骨折[85]。
- 14时40分，山西临县临泉镇后甘泉村一花炮作坊发生烟花爆炸，造成3死3伤[86]。
- 媒体报道剑桥大学中国学者学生联谊会因选举违规被校方注销，原主席称记者需“从正统的官方的角度介绍学联”。南方周末
- 广东一大学男生入女厕强奸杀人,事发在上课时间[87]。
- 北京地铁扶梯事故调查结果公布 奥的斯被罚20万[88]。

## 11月24日
- 国土资源部召开油气资源动态评价成果新闻发布会，公布全国石油地质资源量881亿吨、可采资源量233亿吨[89]。
- 由政府投资兴建的山西临沂进城务工人员综合服务中心正式启用，农民工花1元可住简易公寓[90]。
- 2007年8月10日启动、全长6,811公里的土库曼斯坦阿姆河气田至广东的天然气管道举行通气点火仪式[91]。
- 最高法院发言人孙军工表示，对于食品安全犯罪的主犯、累犯、惯犯以及涉及食品安全犯罪的受贿、渎职等职务犯罪，法院将从重定罪处罚[92]。
- 国务院法制办推出的《事业单位人事管理条例》征求意见稿关于养老保险问题无实质突破[93]。
- 最高人民法院在新闻发布会上表示公检法将统一危害食品安全罪案证据标准[94]。
- 2010年11月1日零时，广东深圳常住人口为1035.79万人。深圳市长许勤表示未来5年，深圳将把城市常住人口规模控制在1,100万以下[95]。
- 下午6时35分，广东东莞警方于厚街镇厚街中学附近路段抓捕一抢劫团伙时，一疑犯强行驾车逃离时撞倒4名民警后撞死厚街中学16岁高一学生叶沛洪[96]。
- 2009年11月27日凌晨，将贵州贵阳拆迁户捆绑、封口后抛至荒野强行拆房并引发拆迁户聚众堵路后果的组织策划和实施暴力拆迁主谋、贵州铜锣湾20人涉黑案主犯陈啟荣二审被判刑18年[97]。
- 15时30分许，山西安泽县冀氏镇冀氏小学，一家遭不幸的男子携带炸药闯入引爆当场身亡，造成1名体育老师及5名学生被炸伤[98]。
- 凌晨3时46分，江西南昌西湖区石头街134号民宅发生火灾，过火面积约500平方米，确认9人死亡[99]。
- 新疆乌市沙区建设局，2008年6月至2010年9月期间，原沙区青峰路片区棚户区改造拆迁办负责人龙某受贿65.5万元受审[100]。
- 宁夏贺兰县立岗镇7名镇、村干部因贪污征地赔偿款被判刑[101]。
- 陕西西安长安区郭杜街道小居安村一流动小吃摊造成14人食物中毒，无生命危险[102]。
- 浙江杭州市卫生局证实，浙江大学城市学院16名学生感染肺结核；疫情基本控制[103]。
- 吉尔吉斯斯坦南部，比什凯克至奥什高速公路发生雪崩，隶属凯迪金矿公司的2名中国公民丧生[104]。
- 最高法院公布4起危害食品安全犯罪典型案例，其中包括河南瘦肉精案、上海盛禄食品柠檬黄染色馒头案[105]。
- 面粉加色素生产的劣质麻辣熟食流向学校和农村，湘潭市雨湖区长城乡查处劣质熟食黑窝点[106]。
- 晚上8时30分许，云南江川县王牌烟花火炮厂装药房发生爆炸，造成2死4伤[107]。
- 福州网民向城管投诉工程噪音公害扰民。城管回应称该工程乃市政重点工程，允许昼夜施工，建议市民“自认倒霉”。（页面存档备份，存于）
- 国务院法制办公室就《事业单位人事管理条例(草案)》征求意见。草案要求事业单位新进人员应公开招聘，单位内部也要通过竞聘上岗，单位与工作人员订立的合同一般为3年至5年[108]。
- 市民向河南南阳信访局要求公开“三公开支”。记者采访被当局殴打，称“敢动就让你死”。东方网/凤凰（页面存档备份，存于）
- 佛山南海居民楼内化工作坊爆炸2人死[109]。
- 河南潢川县公安局副局长之子11·19聚众杀人被拘，副局长被停职[110]。
- 大江网报道，凌晨3时，江西南昌西湖区石头街134号民宅发生火灾，造成9人死亡[111]。
- 中广网报道，山西大宁县昕水镇小冯村上午十时许发生大面积滑坡，至少造成3人被埋[112]。
- 11月24日，长沙晚报报道，湘潭钢铁集团职工许国栋建公益团体中华稀有血型公益联盟（页面存档备份，存于）广受媒体关注[113]。
- 福建古田县两百名小学生停课夹道欢迎省领导[114]。
- 山东省副省长黄胜涉嫌严重违纪正接受调查[115]。
- 歌星红豆因猥亵儿童再次被判刑[116]。
- 女子买菜路上被撞身亡,路人从血泊中捡走猪肉[117]。
- 5岁男童被撞身亡,母亲跪求过路司机救子遭拒[118]。
- 胡占凡任中央电视台台长，焦利另有任用[119]。
- 广州番禺化工厂发生爆炸，火灾已被控制暂无伤亡[120]。

## 11月23日
- 中国商务部公布《单用途商业预付卡管理办法(征求意见稿)》，公开征求公众意见[121]。
- 罕见的夫妻缘分：浏阳两老夫妻同年同月同日生，几乎同日死。湖南浏阳北盛镇北盛社区，79岁的田元贞老太晚上7点半过世，丈夫鲁丰美24日早上去世，前后相隔仅10多个小时[122]。
- 14时许，211国道114公里处宁夏灵武市境内，一辆比亚迪轿车与一辆客车相撞，造成7死1伤[123]。
- 重庆删除“盲人可带导盲犬搭乘公共交通工具”规定。（页面存档备份，存于）
- 《山西晚报》报道，15时30分许，一名男子携带炸药闯入山西省安泽县冀氏镇冀氏小学内，在校园内引爆炸药，该男子当场身亡，正在校园里上体育课的1名体育老师及5名学生被炸药炸伤[124]。
- 媒体称数据显示，各级政府财政年底突击消费，花钱逾3.5万亿元；而广州地铁2号线修建节省18亿元人民币，领导遭批。中国青年报/腾讯（页面存档备份，存于）
- 广州日报报道，广东增城市殡仪馆大发死人财，成本450元纸棺材卖到1,880元[125]。
- 中安在线报道，安徽滁州琅琊区清流街道原办事处主任利用职务之便，骗5套安置房和30余万元拆迁补偿金[126]。
- 南方日报报道，江苏泗阳县政府2011年公开招聘出黑幕，缺考考生名列前一、二名[127]。
- 新华网报道，邯郸县发现一处龙山文化时期完整陶窑遗址，该陶窑位于邯郸县三陵乡南高峒和北高峒村（三陵乡）之间[128]。
- 湖南省产生新的党委班子，周强任省委书记，徐守盛、梅克保任副书记，黄建国任省纪委书记[129]。
- CCTV报道，湖南衡阳天上人间涉黑案，原石鼓区公安分局副局长陈小平充当保护伞[130]。
- 《中国国土资源报》原总编辑刘允洲涉嫌受贿200多万元，一审被判有期徒刑13年[131]。
- 中共中央组织部在中国人民大学宣布中共中央、国务院对该校人事调整：由45岁的陈雨露接任校长职务。中新网/凤凰（页面存档备份，存于）
- 联合国大会通过决议强烈谴责叙利亚当局侵犯本国人民人权行为。中国投弃权票。（页面存档备份，存于）
- 中国外交部回应韩国希望中国停止将“脱北者”遣返朝鲜。外交部/网易（页面存档备份，存于）（凤凰周刊被撤封面梗概）
- 辽宁“商黑结合”犯罪集团覆灭，10年敛财20亿元。央视（页面存档备份，存于）
- 13时35分左右，四川雅江县恶古乡境内一辆农用车发生交通事故，已造成17人死亡2人受伤[132]。
- 13时08分，广西合浦县公馆镇浪坡村一非法生产烟花爆竹作坊发生爆炸，造成5死10伤[133]。
- 汉宜高速湖北仙桃市境内978公里＋850米处，二货车桐乡相撞后诱发40辆车连环交通事故，已致6人死亡，24人受伤[134]。
- 中国青年报报道，西华师范大学江西籍研究生施欣，以所报职位笔试第二、面试第一成绩参加四川省直机关公开考试落选，多次实名举报无结果[135]。
- 下午15点45分，云南省文山州马关县城区小坝路城郊结合部的一处出租房发生爆炸，导致多间房屋受损，目前已造成1人死亡31人受伤[136]。
- 中国人民解放军海军舰艇编队于11月下旬赴西太平洋海域进行训练。该部新闻事务局表示，此次训练是年度计划内的例行性安排，不针对任何特定国家和目标[137]。

## 11月22日
- 解放军战略规划部在北京举行成立大会[138]。
- 在东帝汶首都帝力一家酒店从事餐饮工作的中国公民何某夫妇遇害，11月24日驻东帝汶大使傅元聪约见东帝汶代外长[139]。
- 凌晨1时许，四川广元男子杨广金醉驾骑车出车祸，女子热心救助险遭强奸，该男子已被刑拘[140]。
- 湖北武汉800名军转干部上访要求提高待遇。美国之音（页面存档备份，存于）
- 重庆庆隆屋业涉黑案主犯、希尔顿酒店股东彭治民二审被判无期徒刑[141]。
- 甬温线事故调查专家组副组长王梦恕22日回应，20日晚与《京华时报》记者的谈话只代表其个人看法，且媒体报道内容也与其个人看法不一致。[142]。
- 内地拟规定政府机关定期公布三公经费[143]。
- 日本外相玄叶光一郎23日将访华[144]。
- 下午15时51分，广东汕尾市在建的汕尾工商银行综合楼发生坍塌事故，事故造成6人死亡、7人受伤[145]。
- 2010年7月2日陕西西安幸福中路夜蝴蝶歌舞厅致死案，涉案人员全部抓获[146]。
- 重庆市原高新区渝州路街道高庙村党总支书记郑洪欲，借拆迁敛财千万420万送国土局长涉嫌受贿、行贿罪受审[147]。
- 中新网报道，中国人民解放军战略规划部成立大会在北京举行[148]。
- 中新网报道，三峡库区首场地质灾害应急处置综合演练在巫山县举行[149]。
- 浙江丽水市一名为飘雪的歌舞厅老板陈伟军，强奸14名初中女生、猥亵儿童10人被执行死刑[150]。
- 18时35分，位于辽宁大连金州新区的大连港油品码头两油罐遭雷击起火，经消防扑救，火情得到基本控制，无人员伤亡[151]。
- 15时，广西全州县大西江镇一废弃矿井窿道内发生缺氧事件，截至目前已确认7人死亡 [152]。

## 11月21日
- 《东方早报》称杭州一囚犯疑似跨省“扮演”证人。新京报/腾讯（页面存档备份，存于）
- 新疆哈密第八中学德育处主任涉嫌强奸多名女生被学校除名；涉嫌强奸的学生是否是网上流传的“26名”，哈密市公安局表示，涉案的受害学生到底有多少名目前尚不明确。（页面存档备份，存于）
- 新疆乌鲁木齐廉租房小区门口名车扎堆引市民质疑。亚心网/腾讯（页面存档备份，存于）
- 广西省陆川县清湖镇非法采矿湖淹死学生，官方称整治难度大。新京报/腾讯（页面存档备份，存于）
- 韩国海警再次扣押三艘中国渔船，五名警员受伤(（页面存档备份，存于）)。
- 广东佛山一村官疑涉土地利益纠纷，被砍伤致死()。
- “7·23”甬温线特别重大铁路交通事故调查专家组副组长王梦恕透露，技术层面的动车事故调查报告已经于9月底完成并递交，调查结果颠覆了此前认为信号技术存在缺陷导致事故的说法，并提出组织和管理不善是动车事故形成的主因（本篇文章来源于京华网 原文链接、中新网（页面存档备份，存于））。
- 内地拟将孕妇产假增加至14周，取消晚婚晚育增加产假天数[153]。
- 2011年江西南昌市卫生事业单位招聘，试卷光电阅读机出错，导致800余份试卷成绩有误[154]。
- 上午10时35分，广东陆丰市东海镇乌坎村约400村民聚集市政府上访，未出现过激行为[155]。
- 广东陆丰市东海镇乌坎村4千村民游行，抗议村委会操纵选举和违规倒卖村集体土地[156]。
- 媒体公布山西交警近年违规乱象，岚县、盂县公安局长等相关责任人已被免职[157]。
- 2010年8月29日永嘉县沙头镇九丈村甸园工地3人杀害工友骗取抚恤金主犯湖北籍余某获死刑[158]。
- 海南省高院再审判决，1999年8月22日警察枪击案涉案的原东方市公安局局长李国和等3人被判无罪[159]。
- 重庆晚报报道，重庆铜梁县城公园路8号一栋居民楼悬空10米，多家部门曾调查，但未排除险情[160]。
- 法制日报报道，湖北武汉江汉区，一银行出纳虚存套现120余万元参与赌博，潜逃6年被抓获[161]。
- 11月15日信阳女子小美网络发帖实名举报9月15日遭官员强奸事件，老促会办公室主任伍自权涉嫌强奸被刑拘[162]。
- 受大雾的影响，G60湖南邵怀段洞口县境内发生一起20多辆连环追尾事故，已经证实有5人死亡[163]。
- 13时许，因债务纠纷，云南祥云县祥城镇城南一手机店发生故意伤害案，致5人受伤[164]。
- 上午11时45分许，位于重庆长寿区的福安药业发生爆炸事故，1人被烧伤[165]。
- 16时30分左右，福建厦门市环岛干道黄厝一施工工地发生塌陷，2人死亡[166]。
- 17点50分左右，位于河北唐山南堡开发区的三友集团氯碱有限公司发生爆炸，1人死亡多人受伤[167]。
- 14时20分许，一辆从三亚开往海口的旅游大巴车在海南省东线高速发生翻车事故，造成1人死亡，20多人受伤[168]。
- 18时许，山东省昌乐县朱刘街道东南庄村村民李志森自建房施工过程发生坍塌，已致7人死亡[169]。
- 21日中午，江苏启东一艘渔船在海上作业途中与一艘浙江籍运输商船发生碰撞并翻扣，导致渔船上10名船员失踪[170]。

## 11月20日
- 《汉和防务评论》发文称，中国已拥有完备的无人机机库，战略侦察能力强大的中国版全球鹰——翔龙已试飞[171]。
- 由于校车安全问题频发，浙江德清民生工程——覆盖城乡的学生接送管理公司运行2年0事故，广受追捧[172]。
- 京华时报报道，湖南隆回县六都寨镇泌水村5组村民、进京上访者阳湘正6月9日被卖至河北吴桥县铁城镇城西梁村砖厂当奴工[173]。
- 一艘液化气船在琼州海峡中水道附近发生机舱起火，1人身亡1人失踪[174]。
- 正义网报道，2010年被双规的国家药监局原副局长张敬礼因涉嫌受贿罪、非法经营罪、诬告陷害罪日前受审[175]。
- 今日早报报道，浙江余姚市一涉黑团伙案审结，56人获刑，主犯周军芳被判无期[176]。

## 11月19日
- 羊城晚报报道，连日来，北师大珠海分校发生食物中毒，40余名学生感染诺如病毒[177]。
- 23点左右，河南潢川县紫金宫KTV发生恶性砍人事件，1人死亡2重伤，率众持刀斗殴者系公安局副局长儿子，媒体报道警方消极办案广受关注[178]。
- 晚上11时多，福建安溪县蓬莱镇彭格村突发山体滑坡，一陈姓2岁幼儿身亡[179]。
- 上午11时25分，广东深圳罗湖区草埔立交附近发生车祸，粤B·78H21的蓝色货车倒车时3次碾压20岁左右年轻女子，女子当场气绝身亡[180]。
- 7时许，位于山东新泰的联合化工公司三聚氰胺装置爆燃，造成15人死亡、4人受伤[181]。
- 山西泽州县川底乡郭庄村焦某2月28日醉驾骑车回家途中丧命，5名酒友被判赔偿[182]。
- 18时20分左右，安徽巢湖市散兵镇的一施工现场发生脚手架坍塌事故，已经造成2人死亡，3人仍被困[183]。
- 19时许，吉林白山市江源区新宇煤矿发生瓦斯爆炸，2死1伤[184]。
- 上午8时20分，广东普宁市马鞍山农场一凉果简易加工场发生事故，5人中毒窒息死亡[185]。
- 10时20分许，广西玉林玉州区仁东镇一辆大货车与两电动车相撞，3人死亡[186]。
- 上午7时40分左右，四川峨眉山市绥山镇大佛村五组一烟花爆竹窝点生产发生爆炸，2死1伤[187]。
- 中广网报道，贵州贵阳引进5辆美式校车只接老师不接学生遭非议(（页面存档备份，存于）)。
- 4时10分左右，207国道湖南临澧县境内临岗公路收费站一客车发生车祸，3人死亡23人受伤(（页面存档备份，存于）)。
- 强奸幼女逃犯竟成散打冠军,被长乐警方抓获()。

## 11月18日
- 11月11日因检验报告单被篡改——蝉联2011年公务员考录取得笔试、面试、总成绩三项第一的吉林大学2011届法学硕士宋江明重获录用，长治市6名责任人受处分[188]。
- 中广网报道，天津调高孤儿基本生活费，自2012年1月1日起，未满18周岁的未成年人每月生活费1440元[189]。
- 11时20分许，位于武汉汉阳归元寺南路的施工现场挖破天然气管道，翠微路小学千余师生紧急转移[190]。
- 人民日报报道，深圳市第二人民医院骗保，公开鼓励医务人员多收费[191]。
- 重庆秀山3名城管在办公室内聚众吸毒被抓[192]。
- 清晨，海南临高县调楼镇前南村，幼儿园用一辆报废车辆作接送幼童时将一女童不幸碾压致死[193]。
- 河南洛阳市实验中学初一13岁女生，不堪老师体罚跳楼自杀[194]。
- 宁夏银川市医保中心下午政治理论和业务学习停止办公遭质疑[195]。
- 山东济南天桥区重汽翡翠郡北区6号楼1单元101公寓，出现内地首家日式胶囊公寓[196]。
- 吉林长春凯旋路钢材市场以孙宝国为首的孙氏3兄弟涉黑团伙案，主犯孙宝国杀人和涉黑等13项罪名一审被判死刑，其余15人被判无期或有期徒刑[197]。
- 云南网报道，云南昆明市五华监狱原监狱副队长杨永坤索受贿赂获刑11年[198]。
- 凌晨3时20分，内蒙古镶黄旗塬林煤矿井下发生顶板塌方事故，已有5名矿工成功获救[199]。
- 位于广东东莞黄江镇的裕成制鞋厂员工不满新厂规拒绝上班聚集镇政府，厂方表示收回新厂规[200]。
- 国务院免去江泽民之子江绵恒的中国科学院副院长职务。中国新闻网（页面存档备份，存于）
- 哈尔滨老太下葬70天后遭政府掘墓焚尸。有关未按通知行事的质疑，当局回应称政府怕冷。中国网络电视台/腾讯（页面存档备份，存于）
- 韩国两天内扣留26艘中国渔船(（页面存档备份，存于）)。
- 湖南临澧境内一客车撞上收费站,致3死23伤(（页面存档备份，存于）)。
- 民警醉驾撞死两岁女童,涉事者被停职刑拘(（页面存档备份，存于）)。
- 河南一村干部拿村民嘴巴当尿壶,遭拒后打人(（页面存档备份，存于）)。
- 重庆放生1700斤鲫鱼引来居民大捕捞()。
- 8时左右，由于大雾导致高速能见度低，合宁高速合肥向南京方向509公里处发生5车连环相撞交通事故，导致3人当场死亡，2人受伤被送往医院紧急救治。(（页面存档备份，存于）)
- 北京邮电大学的互联网治理与法律研究中心网站遭到黑客攻击，首页内容被篡改成一个类似于“愤怒的小鸟”的游戏，只不过“愤怒的小鸟”游戏中的打击目标从绿皮猪换成了方滨兴的头像，武器也由小鸟换成了鞋子。这个游戏被起名为“AngryShoes”（愤怒的鞋子）[201]。

## 11月17日
- 19时32分，在完成与天宫一号2次交汇对接之后，神舟八号返回舱于内蒙古成功着陆[202]。
- 京华时报报道，北京市环境交易所总额达716万元老旧车淘汰补偿款，已追回450万元[203]。
- 儋州市人、原海南百泽投资管理咨询有限公司总经理柳冠美因诈骗800万元获刑20年[204]。
- 四川雅安原副市长谭向红索受贿赂800万元被判无期徒刑[205]。
- 新京报报道，南方医科大学学生黄妮超患红斑狼疮，绝望之际网上发临终日志，截至0时为止已获网友善款16万余元[206]。
- 21时左右，山东济南一酒后男子乘坐出租车强奸女司机，次日于归德镇路庄村将疑犯抓获[207]。
- 江苏网报道，由江苏南京建设发展集团承建的岱山保障房被曝可能成豆腐渣工程，钢筋遭瘦身处理[208]。
- 17日16时36分，广州番禺新造中学课间休息时，因栏杆断裂14岁初二男生凌新杰坠楼身亡[209]。
- 1时15分许，浙江玉环县清港镇下凡村发生一起醉驾酿造的车祸，5人死亡[210]。
- 奥迪司机调戏人妻，撞倒丈夫后反复碾压致死(（页面存档备份，存于）)。

## 11月16日
- 甘肃省正宁县榆林子镇，一辆大翻斗运煤货车与当地一辆幼儿园接送车迎面相撞，至少造成21人死亡。[211]
- 辽宁大连9月18日第2011109期双色球1千万元巨奖被宣布正式放弃[212]。
- 当地居民反映，江苏南京江宁区湖熟街道和进社区数十亩高产良田被毁违规建设豪华山庄[213]。
- 由中国老年学学会评选的21个长寿之乡，江苏省占据4个，分别为如皋市、太仓市、溧阳市和如东县[214]。
- 中午12时许，广西贺州平桂管理区一18岁少女杀死14岁亲弟弟后于11月20日被擒获[215]。
- 宁夏出台《农民工工资保障办法》，明确招工企业为支付工资的第一义务人[216]。
- 建行浙江洞头县支行一ATM机加钞员10月5日携百万巨钞逃跑被警方擒获[217]。
- 上午10点20分左右，重庆永川区201路公交司机龚付友于科技学院站点遭暴打，除2女乘客外无他人报警相助[218]。
- 安徽一高校女教师乘火车时露富，被同车的车友、三年级大学生于11月6日杀害后家属遭勒索，凶手被擒[219]。
- 合肥蜀山新村碎尸案,女尸被肢解双手藏垃圾桶()。
- 河南尉氏“强迫学生卖淫案”5名公务员渎职获刑()。
- 公交车、红旗轿车相撞红旗车司机当场殒命(（页面存档备份，存于）)。
- 陕西商南安监局副局长被捕，群众称其家中搜出枪(（页面存档备份，存于）)。

## 11月15日
- 孙春兰任中共福建省委书记[220]。
- 郑州八旬老太强拆现场自焚()。
- 首都机场原董事长张志忠被控受贿472万元受审()。
- 浙江台州肯德基一女子暴毙上千人围观命案现场(（页面存档备份，存于）)。
- 湖南新邵县一民房垮塌,已致10死(（页面存档备份，存于）)。
- 绍兴嵊州公安刑侦副队长抑郁自杀()。
- 国企员工节鹏贪污900万获死刑,揭发高管保命()。
- 河南洛阳部分犯人监狱内贩毒,制定价格狱警参与()。
- 五名"被精神病者"致信人大,吁法律增自主委托权()。
- 东莞交通局官员误坐黑的遭围殴皮开肉绽(（页面存档备份，存于）)。
- 陸擬強制企業為員工繳全5險()。

## 11月14日
- 陕西西安市南郊一肉夹馍店发生液化气罐泄漏爆炸事故，至少造成10人死亡，36人受伤[221]。
- 美的被判侵犯格力专利权，被判停止销售侵权空调产品[222]。
- 早上6点40分左右，一辆号牌为京G-EY122北京通州城管执法车撞伤13岁的玉桥中学男生，据称被拖行40余米后才幸亏被路人和老师相救[223]。
- 陕西乾县一17岁少女，协助同学强奸室友构成强奸罪获3年[224]。
- BBC中文网公布录像称，BBC记者的车刚开到被非法软禁的盲人维权人士陈光诚所在的山东省临沂市东师古村村口，随即被便衣冲上来拉开车门，抢走相机、手机和录像设备。此前新华社《国家财经周刊》有记者和网民以私人身份探访遭到殴打、押走并解职。BBC（页面存档备份，存于）VOA
- 中國廣播网：城管脱衣赤膊殴打女摊贩，同事称其第一天上班(（页面存档备份，存于）)。
- 新浪网：央视曝药品利润高达2000%，山东五家药企上榜(（页面存档备份，存于）)。
- 中國廣播网：记者揭民间卵子库黑色利益链,中介公司1次赚7万(（页面存档备份，存于）)。
- 鳳凰网：广西南宁上百抗日将士墓碑被弃垃圾堆。(（页面存档备份，存于）)。
- 中青在線：成都亿万富豪被杀案一审宣判，涉黑老板被判死刑()。
- 15时许，浙江慈溪市桥头镇小桥头村村民罗某一家三口死亡，生前曾多处购置房产[225]。

## 11月13日
- 齐白石画作《山水册》在北京国际饭店会议中心拍卖会上以1.69亿元成交[226]。
- 凌晨1时许，甘肃华亭县一女学生醉酒后被2名男子强奸，嫌疑人被刑拘[227]。
- 2009年11月16日成都富豪、四川鑫泰新实业有限公司总经理（法人代表）被杀案主犯，涉黑老板李筱华被判死刑[228]。
- 中国尚未收到TPP成员国邀请，白宫回应称TPP不是邀请制，必须表达意愿且愿意接受TPP自由贸易协定的高标准。凤凰卫视（页面存档备份，存于）
- 云南私庄矿难救援仍紧张进行,遇难者增至34人(（页面存档备份，存于）)。
- 广东中山发生一起村民打砸抢烧工业园群体事件(（页面存档备份，存于）)。
- 吉林如家酒店放火案三名主犯一审被判死刑(（页面存档备份，存于）)。
- 韩国海警厅长牟康仁称将严厉打击中国渔船非法捕捞(（页面存档备份，存于）)。
- 上百抗战将士墓碑被弃垃圾堆(（页面存档备份，存于）)。
- 北京发生自杀式燃气爆炸,1死5伤(（页面存档备份，存于）)。
- 新华社报道，甘肃省景泰县四个山通达煤矿主矿井在13日凌晨零点10分发生透水事故，7名矿工被困井下(（页面存档备份，存于）)。
- 5岁男孩被撞身亡，母亲下跪求助路人遭漠视()。
- 新华社报道，吉林通化“5·01”放火案三名主犯一审被判死刑(（页面存档备份，存于）)。
- 浙江宁海县70余户村民房屋被烧毁(（页面存档备份，存于）)。
- 广东移动员工驾假军车撞死4人,涉嫌多罪被批捕()。
- 质检总局：中国食品安全检测合格率超过90%(（页面存档备份，存于）)。
- 新闻出版总署署长：国内九成文艺作品属“复制”(（页面存档备份，存于）)。

## 11月12日
- 11月12日，世界单机容量最大的水轮发电机组——位于云南绥江的金沙江向家坝水电站1号机组转子顺利吊装就位，进入总装环节[229]。
- 湖北省随县打黑第一案开审,命案惊动中央政法委。人民网（页面存档备份，存于）
- 湖南省人民政府回应省财政厅、文化厅、省直机关事务局政府采购买高不买低：只为花光预算。法制日报（页面存档备份，存于）
- 中国新闻网:西藏书记陈全国称决不允许达赖插手活佛转世(（页面存档备份，存于）)。
- 南方报业：中共中央宣传部要求新闻战线“走基层、转作风、改文风”——某矿难发生死亡上百人，当局只许媒体采用新华社通稿。媒体通过调查得到事实真相，反遭“虚假新闻”之呵斥。南方网/腾讯
- 湖南耒阳矿征办贪腐案55人涉案,领导层全部落马()。
- 重庆移动原董事长沈长富受贿3616万元被判死缓()。
- 广州处级公务员将前妻推入大海致死遭终身监禁()。
- 大学生发射自制火箭被叫停，民间科技实验困难重重(（页面存档备份，存于）)。
- 调查指广东两成中学生曾遭性骚扰，逾4%被迫发生性关系(（页面存档备份，存于）)。
- 5名中国船员在韩国沉船事故中失踪(（页面存档备份，存于）)。
- 小飞机迫降唐山市郊，飞行员受伤两机翼折断(（页面存档备份，存于）)。

## 11月11日
- 简氏防务周刊11月17日报道，孟加拉国空军参谋长11月10日表示，2012年孟将接收16架中国产F-7BGI战斗机[230]。
- 北京朝阳区平乐园小区发生自杀式燃气爆炸，自杀者跳楼身亡，爆炸造成五人受伤，其中包括3名消防员[231]。
- 17钉子户对抗城管被以妨碍公务罪公诉，被指选择性执法对城管殴打民众和扣留拍照少年视而不见。新快报 新京报/腾讯（页面存档备份，存于）
- 诗人艾青之子艾未未称将对1500万元人民币税罚进行上诉，若无法凑齐800万元保证金或将借用网民的捐款。台湾中央社
- “混淆视听，误导公众”，《人民邮电报》头版驳斥中央电视台关于中国电信和中国联通涉嫌垄断的报道，称“只能装一家的有线电视、用一家的电、使一家的煤气、以别人商量好的价格加两家的油…没有人说垄断。”人民邮电报/腾讯（页面存档备份，存于）
- 贵阳违建垮塌事故3名公职人员涉滥用职权获刑()。
- 温州一加工厂发生爆炸致1死5伤,半边房屋被炸飞()。
- 甘肃兰州17名钉子户与城管冲突遭公诉(（页面存档备份，存于）)。
- 国土部：小产权房严禁登记发证(（页面存档备份，存于）)。
- 闫凤娇“不雅照”事件组织者获刑5年并被驱逐出境(（页面存档备份，存于）)。
- 唐山连发投毒案致3人死亡5人中毒()。
- 新闻出版署：媒体严禁刊发未经核实网络信息()。
- 厦门机场发生工作车和飞机碰撞事故(（页面存档备份，存于）)。
- 10月份中国出口增幅创8个月新低()。
- 19个省份超50个城市发生地面沉降,控制治理成难题(（页面存档备份，存于）)。
- 案值10亿涉外网赌案告破,韩国女赌王被擒(（页面存档备份，存于）)。
- 广东东莞业务员收货款遭劫杀抛尸,家属堵厂门讨说法()。

## 11月10日
- 云南省师宗县私庄煤矿发生煤与瓦斯突出事故，造成至少35人死亡。事故发生后，矿长脸抹黑炭佯装从井下逃生[232]。
- 河北故城交警被疑拦车酿车祸，2岁女童甩出车窗身亡[233]。
- 海协会通报大陆警方暂留台商断掌事件，称台商在被告病情后仍再次要求截肢故截肢。[234]。
- 中国广播网报道，湖南娄底发生特大交通事故死伤18人[235]。
- 中广网报道，四川成都一运钞员在银行内中弹身亡[236]。
- 凤凰卫视报道，外交部回应近期藏人自焚事件，谴责藏独组织有意煽动[237]。
- 6时30分，云南师宗县私庄煤矿发生一起煤与瓦斯突出事故，截至15时40分，已确认20人遇难，另有23人下落不明[238]。
- 河北清苑县警方透露，清苑打掉一涉嫌婚姻诈骗犯罪团伙，3案犯2人被擒1人在逃[239]。
- 著名音乐人苏越被控借投资迎奥运巡演等为由，先后骗取5,746万余元被判无期徒刑[240]。
- 中国地震网报道，新疆维吾尔自治区和田县3.0级地震。(（页面存档备份，存于）)。
- 新京报报道，铁道部：无力承担残疾人半价票优惠。[241]。
- 珠三角民间借贷达数百亿,或威胁国家金融安全[242]。

## 11月9日
- 流亡海外的西藏领袖噶玛巴喇嘛呼吁佛教僧侣尼姑不再自焚。美国之音（页面存档备份，存于）
- 搭载有中国萤火一号与俄罗斯福布斯-土壤火星探测器的天顶-2SB运载火箭于哈萨克拜科努尔发射场发射升空后未按计划变轨[243]。
- 发改委日前证实，带宽接入价格高出发达国家3-4倍的中国电信和中国联通面临反垄断调查[244]。
- 凌晨4时30分至6时左右，吉林驻军4名士兵携一支95式自动步枪盗窃795发子弹逃离部队，于辽宁营口被特警拦截，3人被击毙1人就擒[245]。
- 10月份中国内地CPI首次低于6%，出现连续3个月回落，由9月的6.1%降至5.5%，8月份为6.2%[246]。
- 美国之音称CCTV将在美国首都华盛顿特区建美国演播中心已被证实，CCTV在华盛顿特区纽约大道1099号租赁36,000英尺2办公楼，保安不允许美国之音记者上楼参观。VOA（页面存档备份，存于）
- 5月2日广西贺州市八步区地税局贺街分局局长周子雄一家四口灭门案3案犯被判死刑[247]。
- 辽宁抚顺市国土资源局顺城分局原局长罗亚平贪腐金额涉1.45亿元，在沈阳被执行死刑[248]。
- 中国青年报报道，甘肃永靖黑帮头目孔得红涉嫌拐骗强奸中学女生10名惊动省长[249]。

## 11月8日
- 社科院企业社会责任调查报告显示，评价所得0分或负分的26家最差企业有19家外资企业，其中阿迪达斯得负4分列倒数第一[250]。
- 上海医药集团原总裁吴建文贪腐5千余万一审被判死缓[251]。
- 由前中共中央总书记、国家主席江泽民倡议和题名作序的《中国电机工业发展史》举行首发式，国务院副总理张德江等出席[252]。

## 11月7日
- 远大公司在其官方网站刊登《远大空气净化机成功案例-中南海篇》，引发“空气特供”指责。德新社/德国之声（页面存档备份，存于）
- 10·5湄公河劫杀案遇难中国船员中的11位遗体在泰国清萊火化[253]。
- 中国网报道，鉴定结果显示，1992年巴塞罗那奥运会柔道冠军庄晓岩所获200克纯金赠品健力宝金罐造假，仅值50元[254]。
- 中国网报道，吉林白山江源区大阳岔镇前葫芦村62岁妇女李秀敏啃食石头39年，身体仍旧健康[255]。
- 江西鄱阳县医疗保险局，10月10日二官员于办公室斗殴被停职[256]。

## 11月6日
- 由社科院主持的中国城市竞争力报告出炉，港沪京分居前3位，苏、粤、鲁分别有7个、6个和5个市入围前50位居前3甲，台有4市，浙和蒙各有3市入围前50位[257]。
- 河北藁城常胜科驾摩托车听到有人呼救后从劫匪手中追回被抢皮包后受伤，被救者正好为其妻子。妻子说服丈夫为其申报见义勇为，11月23日官员表示最终认定将慎重[258]。
- 铁道部被曝向国家求援8000亿元人民币，工程资金短缺达上万亿元人民币。中国中铁隧道集团副总工程师王梦恕曾公开表示，全国范围内停工的铁路项目里程在1万公里以上，其中隧道里程约占5400公里。中国新闻网/腾讯（页面存档备份，存于）
- 广州最牛钉子户坚守五年撤离，家中被投蛇射烟花，称知道怕了。羊城晚报/腾讯（页面存档备份，存于）
- 原中共中央主席、国务院总理、中共中央军委主席华国锋骨灰自八宝山归葬山西交城县卦山南麓陵墓向公众开放[259]。
- 中国国务院总理温家宝抵俄罗斯圣彼得堡出席次日举行的上海合作组织第10次总理会议[260]。
- 中国之声报道，河南宋庆龄基金会修建的高达24.15米巨型宋庆龄雕像惊现郑州郑东新区，资金来源遭质疑[261]。
- 中国广播网报道，护理用品生产商强生被曝使用双重标准，在中、美、印尼等国出售的婴儿洗发水中含有有毒物质[262]。
- 浙江苍南宜山镇芙蓉村一餐馆服务员扶助倒地老人被冤肇事，警方取证还清白，律师称老人家属侵害名誉权[263]。
- 全长7,133米的黑龙江哈尔滨市西三环重要工程阳明滩大桥正式竣工通车[264]。
- 新华网报道，江苏加大节能减排，2011年底前关停24台20万千瓦以下的火力发电机组[265]。
- 天梭北京晚报发声明称，检验表明高朋团购网[]售送检天梭手表均为假货，购假表可获双倍赔偿[266]。
- 中国之声报道，最大淡水湖鄱阳湖水位持续下降，部分湖底大面积裸露；截止下午4点，都昌站水位9.1米，较历史同期平均水位偏低3米以上[267]。
- 经济观察报报道，科协调查显示：中国科研经费项目本身仅占40%左右，大量科研资金流失于项目之外；回扣和打点是潜规则[268]。
- 新华网报道，河南破获特大制售假冒农用物资案，涉及假冒商标62种共26万多份，涉案价值1.16亿元，涉案人员24名[269]。
- 南方日报报道，3月23日车祸昏迷92日的植物人黄日添6月16日于广东边防总队医院脑外科成功苏醒，现已进入康复训练[270]。

## 11月5日
- 中国派出第一支赴南苏丹维和警队在重庆市公安局举行出征仪式，该警队由重庆警方单独组建[271]。
- 互联网网站、企业负责人研讨班在京举行。新浪曹国伟、搜狐张朝阳、网易丁磊、百度李彦宏、腾讯马化腾、阿里巴巴马云等参加会议被中共中央外宣办、国家互联网信息办公室主任王晨要求和部署带头学习贯彻中共十七届六中全会精神，弘扬社会主义主旋律。新华网/腾讯（禁言）（页面存档备份，存于）网易（页面存档备份，存于）
- 云南曲靖毒铬渣仍未处理，按环保部要求不得复工。工厂已获当地政府批准复工。新京报（页面存档备份，存于）
- 5点多，河南项城丁集镇处发生桥梁坍塌，4车落水[272]。
- 中纪委证实，吉林省原副省长田学仁涉嫌严重违纪[273]。
- 11时20分左右，地处贵州江口县的梵净山金顶发生雷击事件，30多人受伤[274]。
- 鄱阳县一男子于鄱阳湖投毒猎杀候鸟天鹅被判5个月拘役[275]。
- 四川苍溪龙山镇一辆号牌为川J04389混凝土搅拌车发生车祸引发火灾，5人死亡[276]。

## 11月4日
- 发改委等5部委作出规定，2012年10月1日起禁止进口和销售100瓦以上普通照明白炽灯，2016年10月1日起禁止进口和销售15瓦及以上的普通照明白炽灯[277]。
- 河南中牟县黄店派出所所长张书林贩卖准迁证涉案42.5万元，一审获刑12年[278]。
- 现代快报报道，南京一市民每年缴费达4000多元的重大疾病保险，退保共获2千元[279]。
- 11月4日，黄华华辞去广东省省长省长职务，朱小丹任代理省长[280]。
- 京华时报报道，北京北京地铁10号线二期施工段沉降，位于海淀区翠微路的机械工业学校宿舍楼出现开裂[281]。
- 多家媒体报道，郑州纬五路62号院惊现无人看守馒头摊，77岁老太经营已达5年[282]。
- 中新网报道，河北曲阳原政府周边多家民宅遭强拆，拆迁人员手持凶器，多名住户遭暴力致伤[283]。
- 南方日报报道，广东东莞长安镇，湖南津市籍45岁男子芦禹安借培训班之机诱奸学员获刑11年[284]。
- 河北长城网报道，半年未获分文薪水，容城讨薪民工兄弟每日仅1顿饭。津保高铁拖欠108名安徽籍民工工资总计52多万元[285]。
- 2010年2月8日辽宁丹东国税局六道所长杜涛，公车私用自酿车祸亲子丧命被判拘役6个月[286]。
- 3月2日广西北流市六靖镇6青年自饭店持刀劫持中年妇女野外轮奸，11月4日犯案者全部归案[287]。

## 11月3日
- 1时36分，神舟八号飞船与天宫一号轨道舱顺利完成第一次交汇对接，组合体飞行12天左右将进行第二次交会对接试验[288]。
- 11月1日、2日，长江大学几十名教授、博士生导师和博士先后跪求湖北省荆州市荆州区区政府及市政府关停污染工厂。当局回应称，该工厂手续齐全（于3日17时被停电），建议长江大学搬走。南方日报/凤凰网（页面存档备份，存于）
- 四川省达州市当局文明办“文明检查团”被指在渠县“嫌三陪小姐脱得不够砸烂包房内的茶几”。当局否认，称该会所位置不显眼设施陈旧“县级领导，会去吗？”（页面存档备份，存于）（页面存档备份，存于）
- 广东佛山南海红十字会医院，孕妇早产，4医护10月26日把活婴当死婴丢弃事件引省高层关注[289]。
- 长江日报报道，对民工施暴的承包—商湖北华都。武汉洪山张家湾光霞果批大市场，千余农民工讨薪不成反被打[290]。
- 19时18分，河南义煤集团千秋煤矿发生矿难，4人遇难，57人被困井下[291]。
- 广东电白原县委书记潘本违规占地近千米²为父亲建豪华墓地被复原，有人质疑钱从何来[292]。
- 32岁的江西安远籍男子黄某金一日酿2起血案，在潮安杀害老板娘后，于潮州男科医院再次造成1死2伤[293]。
- 青岛的哥围追堵截抓逃逸，清晨5时35分，辽阳西路与劲松七路路口附近，一女性骑车被撞，司机王某趁机逃跑被的士合众8F分钟逮住[294]。
- 武汉洪山，一宾馆36岁女服务员遭遇两持刀男子打劫，空手夺刀吓退劫匪[295]。
- 山西公布全省收费公路总里程4,076公里，主线收费站81个；其中高速公路里程2,772公里，主线收费站17个[296]。
- 下午1点50分左右，上海延安西路889号太平洋大厦，2名进行外墙保洁高空作业人员，由于绳索断裂坠落身亡[297]。
- 中國極地科學考察船雪龍號10月29日從上海的基地碼頭前往天津，同日上午11時從天津國際郵輪母港出發，展開中國第28次南極科考行程，共計220名科考人員，預計執行31項科學考察任務，全程164天，航程3萬946.9海里。中央社
- 21时30分许，213国道四川茂县石大关乡境处（769Km＋400M）车辆撞路侧山体，1死亡1人重伤[298]。
- 四川蓬安残联理事长刘习全10月19日强奸安监公务人员被逮捕[299]。
- 广西博白县一名少女10月22日见网友泄露银行存款信息被杀，凶犯该县东平镇合江村男子11月3日被警方擒获[300]。
- 江苏沛县出台措施治理公款吃喝，经查属实举报获奖500元[301]。
- 西部网报道，陕西西安公示经济适用房申购，大型国企庆安集团至少20多人涉嫌造假[302]。
- 检察日报报道，曾被评为廉洁奉公典范的湖北襄阳烟草局原局长唐启楹已查明贪污受贿涉案金额至少数百万元[303]。
- 广东房改拟推出新方案，未来廉租房、直管公房、经济适用房和公租房等保障性住房将合并管理、并轨运行，统一归类为公租房，且只租不售[304]。
- 中青在线报道，湖南常宁板桥派出所民警陈水生，利用户籍员职务便利为通缉犯伪造户籍和身份证，因涉嫌滥用职权犯罪被立案查处[305]。
- 凌晨3时许，广东兴宁黄陂镇陶古村夜宵店老板，因拒绝乞食被同村聋哑行乞者刺死[306]。

## 11月2日
- 联合国开发计划署公布2011年人类发展指数（HDI），中国排名下跌至101名。中國2010年11月#11.E6.9C.884.E6.97.A5
- 中共云南省委换届期间，云南卫视原总监李瀛涉嫌利用互联网恶意诽谤领导干部严重违纪被中共中央指令解职[307]。
- 新疆吉木萨尔县教育局行政办原主任吴勇夜闯民居，性侵35名女性，犯强奸、抢劫等数罪被判死缓[308]。
- 湖南省儿童医院接诊2岁幼童，医生查出有4个肾脏，疑母亲孕期环境污染所致[309]。
- 江西九江一男子交通肇事致人死亡逃逸，内疚自杀获救后向警方自首[310]。
- 北京晨报报道，湖南新化县游家镇佛光村村民游济安，6月8日上访县政府后浮尸资江，省政府涉足调查[311]。
- 北方网报道，贵州平坝县12岁女童遭亲生母亲拐卖面临失去生育能力危险[312]。
- 安徽新闻网报道，安徽太湖县经开区管委会主持建设的安置小区成豆腐渣工程遭媒体披露，常务副县长等7名政府官员仅受行政处分[313]。
- 5月3日辽宁辽阳宏伟区龙源小区城管打人致死案，一审主犯张松获刑11年，2从犯获刑3年[314]。
- 中国国家主席胡锦涛在结束对奥地利国事访问后，抵法国尼斯出现11月3日在戛纳举行G20峰会[315]。
- 云南未来10年千万农民转为城镇居民，为保证原有权益，身份转换后原有农村居民土地承包等五项权益维持不变[316]。

## 11月1日
- 11月1日，即日起新疆调整纳税起征点，按期缴纳营业税（增值税）起征点调整为月营业额（销售额）2万元；按次缴纳营业税的起征点调整为每次（日）500元[317]。
- 上午11时30分左右，贵州兰海高速福泉马场坪收费站匝道附近，2辆装载72吨炸药的货车检修时发生爆炸，造成8人死亡、260余人受伤、大片房屋被毁[318]。
- 5时58分，神舟八号于酒泉卫星发射中心顺利发射升空，进入自主导航状态，将与天宫一号进行对接试验[319]。
- 10月19日珠江抢救跳水女子牺牲——31岁山东单县籍退伍军人牛作涛被广东省政府追认为烈士[320]。
- 陕西三原县渠岸镇师家申村86岁老太赵秀云，遭汽车碾压卷入车底拖行近3公里，身体烧焦，案件尚在侦查中[321]。
- 庭审5月17日南京雨花台区阅城国际花园小区入室抢劫杀人案，老人与婴儿遭残忍杀害，庭审时检察官当庭高喊“杀无赦”[322]！
- 党中央确定党的十八大代表共2270名，差额选举比例超过15%。北京晨报/腾讯（页面存档备份，存于）
- 国家互联网信息办公室主任王晨要求基层宣传部门积极“占领”微博阵地。南方日报/网易
- 中国工程院院士，原国务院学位委员会办公室主任张尧学被任命为中南大学校长[323]。
- 新疆继续暂按5%的税率征收原油天然气资源税，不履行10%的上限税率[324]。
- 辽宁沈阳作出规定，供暖期内用户室内温度未达到18℃以上，供热单位必须给予赔偿[325]。
- 北京地税局要求诗人艾青之子、“鸟巢”设计者艾未未补交1500万税款，而被抄走财务文件至今未还[326]。
- 云南省撤销呈贡县，设立昆明市呈贡区[327]。
- 湖南省首次全省统一实施防空警报试鸣活动[328]。
- 河北省提高客运车驾驶人准入门槛，暂停驾照申请和考试业务[329]。
- 北京环保部门空气质量监测与网友转发的美使馆监测数据存明显差遭质疑，当局回应数据不能看别人“眼色”[330]。
- 辽宁沈阳获批设立沈阳市国家级信息化和工业化融合试验区[331]。
- 16时20分左右，辽宁本溪市歪头山镇大柳峪村发生交通事故，一载重货车和中型客车相撞，造成5人死亡27人受伤[332]。
- 淘宝网上开专店，低价销售盗窃自行车。曾盗窃自行车判刑8个月的北京男子贾某，在白纸坊重操旧业时再次被擒[333]。